# Taggia
Taggia är en kommun i provinsen Imperia i regionen Ligurien i Italien. Kommunen hade 13 916 invånare (2018).